# Julius Echter von Mespelbrunn
Julius Echter von Mespelbrunn (Spessart, 18 marzo 1545 – Würzburg, 9 settembre 1617) è stato un vescovo cattolico e politico tedesco, principe vescovo di Würzburg, fondatore dell'Università di Würzburg nel 1582.

## Biografia

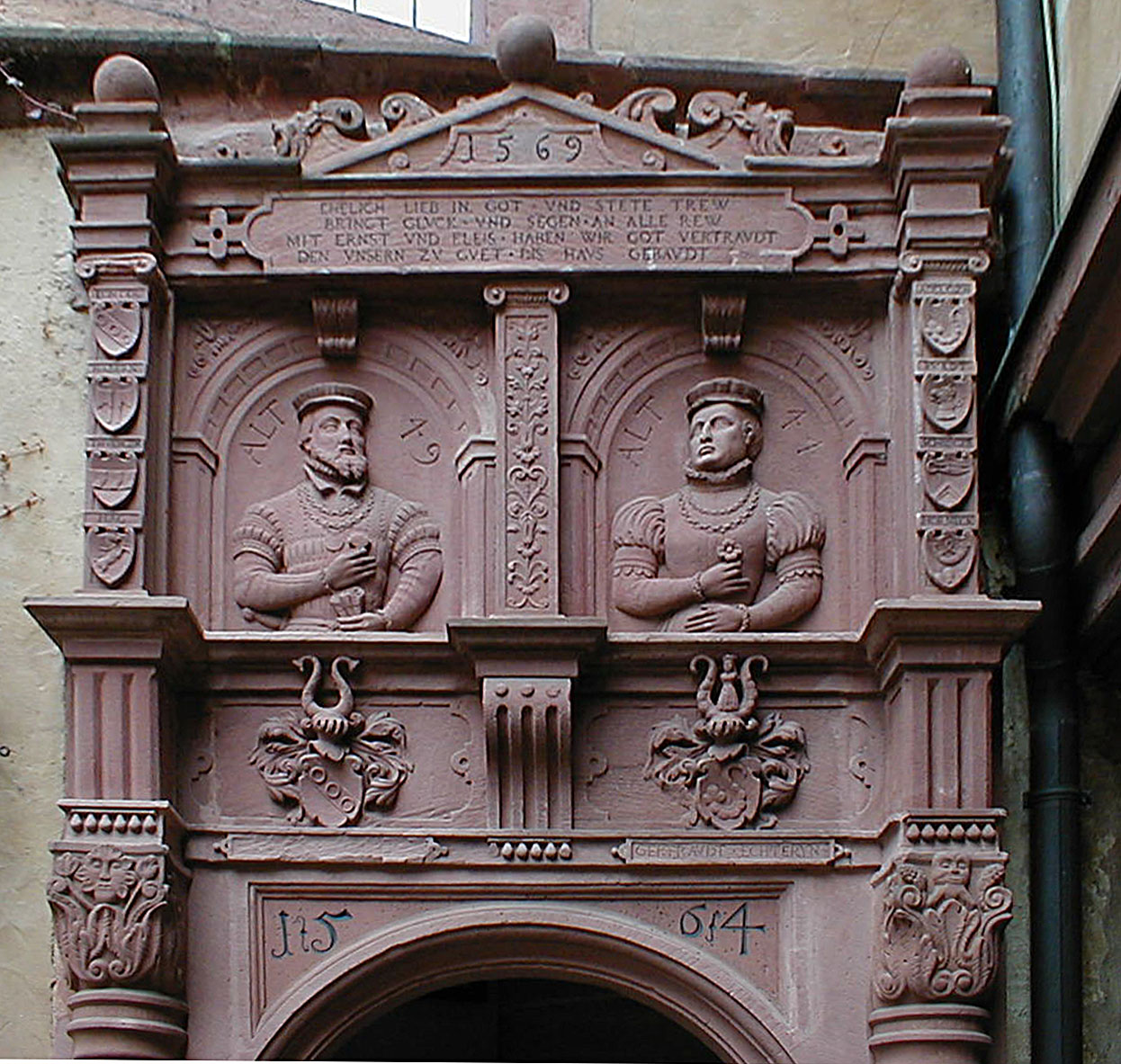
Portale del castello di Mespelbrunn con i ritratti dei genitori di Julius Echter

Julius Echter von Mespelbrunn nacque a Spessart il 18 marzo 1545 ed era il secondogenito di Pietro Echter di Mespelbrunn (1520-1576) e di sua moglie Gertraud Adelsheim (1525-1583). Come i suoi otto tra fratelli e sorelle, trascorse l'infanzia nel castello di Mespelbrunn e fece i primi studi con precettori privati. Nel 1554 si iscrisse all'università di Aschaffenburg. Nel 1557 ottenne un canonicato a Würzburg e iniziò a frequentare il locale seminario. Dopo aver frequentato anche il seminario a Magonza (1559), si recò nel collegio gesuita "Tricoronatum" di Colonia. Dal 1561 fece i suoi studi in numerose università europee (Lovanio, Douai, Parigi, Angers, Pavia e Roma). Si laureò infine in utroque iure alla Sapienza.
Tornato in patria nel 1569, svolse le funzioni di canonico a Würzburg, ufficio al quale era stato nominato nel 1554; nel 1570 divenne decano del capitolo della cattedrale di Magonza e l'anno successivo di Bamberga. Nel 1573, all'età di soli 28 anni e prima ancora della sua ordinazione sacerdotale, fu elevato alla carica di principe vescovo di Würzburg. Rimase a Würzburg per il resto della sua vita, essendo andata ripetutamente delusa la sua aspirazione all'arcidiocesi di Magonza.
La principale attività di Julius Echter nella diocesi di Würzburg è stata l'attuazione della Controriforma. Se, per quanto concerne la religione, la sua azione fu di intolleranza nei confronti di protestanti ed ebrei, positiva fu invece la sua attività politico-amministrativa. Si deve a lui infatti la fondazione di importanti istituzioni e la costruzione di numerosi edifici, civili e religiosi, generalmente in uno stile gotico denominato, dal suo nome, Juliusstil. In particolare fu il fondatore dell'Università di Würzburg nel 1582, dello Juliusspital di Würzburg, un ospedale per i poveri e gli orfani,  nel 1579, e della biblioteca di corte sulla Fortezza di Marienberg.
Ebbe problemi anche all'interno della Chiesa cattolica a causa dei suoi tentativi di acquisire alla sua diocesi la ricca abbazia di Fulda. L'abate di Fulda Balthasar von Dernbach, costretto ad abdicare nel 1576, chiese aiuto al papa e all'imperatore. Papa Gregorio XIII diede ragione a Dernbach, minacciando di scomunica chiunque gli si fosse opposto. Appoggiò l'abate di Fulda anche l'imperatore Massimiliano II. Dopo un lungo contenzioso, durato ventisei anni, nel 1602 Julius Echter dovette restituire l'abbazia di Fulda a Dernbach, oltre ad aver dovuto pagare i danni e le spese legali.

## Genealogia episcopale e successione apostolica
La genealogia episcopale è:
- Vescovo Balthasar Waneman, O.P.
- Vescovo Rudolf von Frankenstein
- Arcivescovo Daniel Brendel von Homburg
- Vescovo Stephan Weber
- Vescovo Julius Echter von Mespelbrunn

La successione apostolica è:
- Vescovo Ernst von Mengersdorf (1584)
- Vescovo Eucharius Sang (1599)